# Llista d'asteroides/201–300
| Nom               | Data de descobriment   | Lloc de descobriment              | Descobridor(s)  |
| ----------------- | ---------------------- | --------------------------------- | --------------- |
| (201) Penelope    | 7 d'agost, 1879        | Pola, Croàcia                     | J. Palisa       |
| (202) Chryseïs    | 11 de setembre, 1879   | Clinton (Nova York), Estats Units | C. H. F. Peters |
| (203) Pompeja     | 25 de setembre de 1879 | Clinton, Nova York, Estats Units  | C. H. F. Peters |
| (204) Kallisto    | 8 d'octubre, 1879      | Pola, Croàcia                     | J. Palisa       |
| (205) Martha      | 13 d'octubre, 1879     | Pola, Croàcia                     | J. Palisa       |
| (206) Hersilia    | 13 d'octubre, 1879     | Clinton (Nova York), Estats Units | C. H. F. Peters |
| (207) Hedda       | 17 d'octubre, 1879     | Pola, Croàcia                     | J. Palisa       |
| (208) Lacrimosa   | 21 d'octubre de 1879   | Pola, Croàcia                     | J. Palisa       |
| (209) Dido        | 22 d'octubre, 1879     | Clinton (Nova York), Estats Units | C. H. F. Peters |
| (210) Isabella    | 12 de novembre, 1879   | Pola, Croàcia                     | J. Palisa       |
| (211) Isolda      | 10 de desembre, 1879   | Pola, Croàcia                     | J. Palisa       |
| (212) Medea       | 6 de febrer, 1880      | Pola, Croàcia                     | J. Palisa       |
| (213) Lilaea      | 16 de febrer, 1880     | Clinton (Nova York), Estats Units | C. H. F. Peters |
| (214) Aschera     | 29 de febrer de 1880   | Pola, Croàcia                     | J. Palisa       |
| (215) Oenone      | 7 d'abril, 1880        | Berlín, Alemanya                  | V. Knorre       |
| (216) Kleopatra   | 10 d'abril, 1880       | Pola, Croàcia                     | J. Palisa       |
| (217) Eudora      | 10 d'agost, 1880       | Marsella, França                  | J. Coggia       |
| (218) Bianca      | 4 de setembre, 1880    | Pola, Croàcia                     | J. Palisa       |
| (219) Thusnelda   | 30 de setembre, 1880   | Pola, Croàcia                     | J. Palisa       |
| (220) Stephania   | 19 de maig, 1881       | Viena, Àustria                    | J. Palisa       |
| (221) Eos         | 18 de gener, 1882      | Viena, Àustria                    | J. Palisa       |
| (222) Lucia       | 9 de febrer, 1882      | Viena, Àustria                    | J. Palisa       |
| (223) Rosa        | 9 de març, 1882        | Viena, Àustria                    | J. Palisa       |
| (224) Oceana      | 30 de març, 1882       | Viena, Àustria                    | J. Palisa       |
| (225) Henrietta   | 19 d'abril, 1882       | Viena, Àustria                    | J. Palisa       |
| (226) Weringia    | 19 de juliol, 1882     | Viena, Àustria                    | J. Palisa       |
| (227) Philosophia | 12 d'agost, 1882       | París, França                     | P. P. Henry     |
| (228) Agathe      | 19 d'agost, 1882       | Viena, Àustria                    | J. Palisa       |
| (229) Adelinda    | 22 d'agost de 1882     | Viena, Àustria                    | J. Palisa       |
| (230) Athamantis  | 3 de setembre, 1882    | Bothkamp, Alemanya                | K. de Ball      |
| (231) Vindobona   | 10 de setembre, 1882   | Viena, Àustria                    | J. Palisa       |
| (232) Russia      | 31 de gener, 1883      | Viena, Àustria                    | J. Palisa       |
| (233) Asterope    | 11 de maig, 1883       | Marsella, França                  | A. Borrelly     |
| (234) Barbara     | 12 d'agost, 1883       | Clinton (Nova York), Estats Units | C. H. F. Peters |
| (235) Carolina    | 28 de novembre de 1883 | Viena, Àustria                    | J. Palisa       |
| (236) Honoria     | 26 d'abril de 1884     | Viena, Àustria                    | J. Palisa       |
| (237) Coelestina  | 27 de juny de 1884     | Viena, Àustria                    | J. Palisa       |
| (238) Hipàcia     | 11 de juliol, 1884     | Berlín, Alemanya                  | V. Knorre       |
| (239) Adrastea    | 18 d'agost, 1884       | Viena, Àustria                    | J. Palisa       |
| (240) Vanadis     | 27 d'agost de 1884     | Marsella, França                  | A. Borrelly     |
| (241) Germania    | 12 de setembre, 1884   | Düsseldorf, Alemanya              | R. Luther       |
| (242) Kriemhild   | 22 de setembre de 1884 | Viena, Àustria                    | J. Palisa       |
| (243) Ida         | 29 de setembre de 1884 | Viena, Àustria                    | J. Palisa       |
| (244) Sita        | 14 d'octubre, 1884     | Viena, Àustria                    | J. Palisa       |
| (245) Vera        | 6 de febrer, 1885      | Madras, Índia                     | N. R. Pogson    |
| (246) Asporina    | 6 de març, 1885        | Marsella, França                  | A. Borrelly     |
| (247) Eukrate     | 14 de març, 1885       | Düsseldorf, Alemanya              | R. Luther       |
| (248) Lameia      | 5 de juny, 1885        | Viena, Àustria                    | J. Palisa       |
| (249) Ilse        | 16 d'agost, 1885       | Clinton (Nova York), Estats Units | C. H. F. Peters |
| (250) Bettina     | 3 de setembre, 1885    | Viena, Àustria                    | J. Palisa       |
| (251) Sophia      | 4 d'octubre, 1885      | Viena, Àustria                    | J. Palisa       |
| (252) Clementina  | 11 d'octubre, 1885     | Niça, França                      | J. Perrotin     |
| (253) Mathilde    | 12 de novembre, 1885   | Viena, Àustria                    | J. Palisa       |
| (254) Augusta     | 31 de març, 1886       | Viena, Àustria                    | J. Palisa       |
| (255) Oppavia     | 31 de març, 1886       | Viena, Àustria                    | J. Palisa       |
| (256) Walpurga    | 3 d'abril, 1886        | Viena, Àustria                    | J. Palisa       |
| (257) Silesia     | 5 d'abril, 1886        | Viena, Àustria                    | J. Palisa       |
| (258) Tyche       | 4 de maig, 1886        | Düsseldorf, Alemanya              | R. Luther       |
| (259) Aletheia    | 28 de juny de 1886     | Clinton (Nova York), Estats Units | C. H. F. Peters |
| (260) Huberta     | 3 d'octubre, 1886      | Viena, Àustria                    | J. Palisa       |
| (261) Prymno      | 3 d'octubre, 1886      | Clinton (Nova York), Estats Units | C. H. F. Peters |
| (262) Valda       | 3 de novembre, 1886    | Viena, Àustria                    | J. Palisa       |
| (263) Dresda      | 3 de novembre, 1886    | Viena, Àustria                    | J. Palisa       |
| (264) Libussa     | 22 de desembre de 1886 | Clinton (Nova York), Estats Units | C. H. F. Peters |
| (265) Anna        | 25 de febrer de 1887   | Viena, Àustria                    | J. Palisa       |
| (266) Aline       | 17 de maig, 1887       | Viena, Àustria                    | J. Palisa       |
| (267) Tirza       | 27 de maig de 1887     | Niça, França                      | A. Charlois     |
| (268) Adorea      | 8 de juny, 1887        | Marsella, França                  | A. Borrelly     |
| (269) Justitia    | 21 de setembre de 1887 | Viena, Àustria                    | J. Palisa       |
| (270) Anahita     | 8 d'octubre, 1887      | Clinton (Nova York), Estats Units | C. H. F. Peters |
| (271) Penthesilea | 13 d'octubre, 1887     | Berlín, Alemanya                  | V. Knorre       |
| (272) Antonia     | 4 de febrer, 1888      | Niça, França                      | A. Charlois     |
| (273) Atropos     | 8 de març, 1888        | Viena, Àustria                    | J. Palisa       |
| (274) Philagoria  | 3 d'abril, 1888        | Viena, Àustria                    | J. Palisa       |
| (275) Sapientia   | 15 d'abril, 1888       | Viena, Àustria                    | J. Palisa       |
| (276) Adelheid    | 17 d'abril, 1888       | Viena, Àustria                    | J. Palisa       |
| (277) Elvira      | 3 de maig, 1888        | Niça, França                      | A. Charlois     |
| (278) Paulina     | 16 de maig, 1888       | Viena, Àustria                    | J. Palisa       |
| (279) Thule       | 25 d'octubre de 1888   | Viena, Àustria                    | J. Palisa       |
| (280) Philia      | 29 d'octubre de 1888   | Viena, Àustria                    | J. Palisa       |
| (281) Lucretia    | 31 d'octubre, 1888     | Viena, Àustria                    | J. Palisa       |
| (282) Clorinde    | 28 de gener de 1889    | Niça, França                      | A. Charlois     |
| (283) Emma        | 8 de febrer, 1889      | Niça, França                      | A. Charlois     |
| (284) Amalia      | 29 de maig, 1889       | Niça, França                      | A. Charlois     |
| (285) Regina      | 3 d'agost, 1889        | Niça, França                      | A. Charlois     |
| (286) Iclea       | 3 d'agost, 1889        | Viena, Àustria                    | J. Palisa       |
| (287) Nephthys    | 25 d'agost, 1889       | Clinton (Nova York), Estats Units | C. H. F. Peters |
| (288) Glauke      | 20 de febrer, 1890     | Düsseldorf, Alemanya              | R. Luther       |
| (289) Nenetta     | 10 de març, 1890       | Niça, França                      | A. Charlois     |
| (290) Bruna       | 20 de març, 1890       | Viena, Àustria                    | J. Palisa       |
| (291) Alice       | 25 d'abril, 1890       | Viena, Àustria                    | J. Palisa       |
| (292) Ludovica    | 25 d'abril, 1890       | Viena, Àustria                    | J. Palisa       |
| (293) Brasilia    | 20 de maig de 1890     | Niça, França                      | A. Charlois     |
| (294) Felicia     | 15 de juliol, 1890     | Niça, França                      | A. Charlois     |
| (295) Theresia    | 17 d'agost, 1890       | Viena, Àustria                    | J. Palisa       |
| (296) Phaëtusa    | 19 d'agost, 1890       | Niça, França                      | A. Charlois     |
| (297) Caecilia    | 9 de setembre, 1890    | Niça, França                      | A. Charlois     |
| (298) Baptistina  | 9 de setembre, 1890    | Niça, França                      | A. Charlois     |
| (299) Thora       | 6 d'octubre, 1890      | Viena, Àustria                    | J. Palisa       |
| (300) Geraldina   | 3 d'octubre, 1890      | Niça, França                      | A. Charlois     |